# یواس‌اس ویلیامز (دی‌ئی-۲۹۰)
یواس‌اس ویلیامز (دی‌ئی-۲۹۰) (به انگلیسی: USS Williams (DE-290)) یک کشتی بود که طول آن ۳۰۶ فوت (۹۳ متر) بود.